# Біг-Лагун (Каліфорнія)
Біг-Лагун (англ. Big Lagoon) — переписна місцевість (CDP) в США, в окрузі Гумбольдт штату Каліфорнія. Населення — 161 особа (2020).

## Географія
Біг-Лагун розташований за координатами 41°9′34″ пн. ш. 124°7′48″ зх. д. / 41.15944° пн. ш. 124.13000° зх. д. (41.159361, -124.129868).  За даними Бюро перепису населення США в 2010 році переписна місцевість мала площу 1,55 км², уся площа — суходіл.

## Демографія
Згідно з переписом 2010 року, у переписній місцевості мешкали 93 особи в 53 домогосподарствах у складі 22 родин. Густота населення становила 60 осіб/км².  Було 120 помешкань (77/км²).
Расовий склад населення:
| - 78,5 % — білих - 11,8 % — корінних американців - 1,1 % — осіб інших рас |

До двох чи більше рас належало 8,6 %. Частка іспаномовних становила 11,8 % від усіх жителів.
За віковим діапазоном населення розподілялося таким чином: 12,9 % — особи молодші 18 років, 60,2 % — особи у віці 18—64 років, 26,9 % — особи у віці 65 років та старші. Медіана віку мешканця становила 56,3 року. На 100 осіб жіночої статі у переписній місцевості припадало 72,2 чоловіків;  на 100 жінок у віці від 18 років та старших — 80,0 чоловіків також старших 18 років.
За межею бідності перебувало 21,7 % осіб, у тому числі 100,0 % дітей у віці до 18 років та 0,0 % осіб у віці 65 років та старших.
Цивільне працевлаштоване населення становило 24 особи. Основні галузі зайнятості: публічна адміністрація — 29,2 %, науковці, спеціалісти, менеджери — 25,0 %, мистецтво, розваги та відпочинок — 25,0 %.